# Lucainena de las Torres
Lucainena de las Torres község Spanyolországban, Almería tartományban. Lakosainak száma 714 fő (2024).

## Földrajza
Lucainena de las Torres Níjar, Turrillas, Tabernas, Tahal, Uleila del Campo, Sorbas és Carboneras községekkel határos.

## Népesség
A település lakosságának változását az alábbi diagram mutatja:
| Lakosok száma | 670  | 610  | 676  | 690  | 665  | 614  | 569  | 538  | 584  | 714  |
|               | 2001 | 2004 | 2006 | 2009 | 2011 | 2014 | 2016 | 2019 | 2021 | 2024 |